# 히로세 준
히로세 준(일본어: 廣瀬 純, 1979년 3월 29일 ~ )은 일본의 전 프로 야구 선수이며, 현재 센트럴 리그인 히로시마 도요 카프의 2군 타격 코치이다.

## 인물

### 프로 입단 전
오이타현 우스키시 출신으로 오이타 현립 사이키카쿠조 고등학교를 거쳐 호세이 대학에 진학, 3학년에 재학 중 봄에 있은 도쿄 6대학 야구 연맹 대회에서 9번째인 3관왕을 획득, 4학년 봄대회인 리그전에서 팀은 우승을 이끄는 등 자신도 주장을 맡았다. 이후 2000년 시드니 올림픽 야구 일본 대표팀 선수로 발탁되었고 같은 해에 있은 프로 야구 드래프트 회의에서 2순위(역지명)로 히로시마 도요 카프에 입단, 팀내 톱수준인 강한 어깨와 호수비에 뛰어나다는 평을 받으면서 오가타 고이치의 후계자로서 기대를 받았다.

### 프로 입단 후

#### 2001년 ~ 2006년
대타(좌완 투수가 등판할 시)와 외야의 수비 요원으로 기용되는 일이 많았지만 2006년 시즌 중반에 1루수의 주전이었던 구리하라 겐타, 외야수인 시마 시게노부의 전력 이탈도 있으면서 주로 1루에서의 선발 출전하는 일이 많아졌다. 백스윙을 크게 취하는 배팅 폼을 개조하고 있어 펀치력도 늘어나고 있다. 같은해 10월 5일의 주니치 드래건스전에서 주니치의 에이스 투수인 가와카미 겐신으로부터 선제 3점 홈런을 때려내 추가점의 발판이 된 안타를 기록하는 활약을 했다. 가와카미는 그 홈런에 대해 “무사 1, 2루의 상황에서 첫 구를 때려내다니 굉장하다” 라고 말했다. 이후 10월 11일의 도쿄 야쿠르트 스왈로스전에서 자신 첫 1경기 2홈런을 기록하는 등 최고의 시즌을 보냈다.

#### 2007년
이듬해 주전 자리의 획득을 목표로 하고 있으면서 외야의 주전 선수였던 마에다 도모노리가 전력을 이탈하고 있던 적도 있어 3월 30일의 한신 타이거스와의 개막전(오사카 교세라 돔)에 선발로 출전, 팀의 시즌 첫 안타를 때려내 이후 소요기 에이신의 희생 플라이로 첫 득점이 되는 홈을 밟았지만 이 때 왼쪽 허벅지에 갑작스런 부상을 당했다. 4월 28일의 한신전에서 수비로서의 출전에 의해 1군에 복귀했고, 다음 날인 4월 29일은 6번 선발 멤버로 출전, 복귀 후 첫 번째 타석에서 첫 구를 노려 백 스크린을 향해 자신의 첫 만루 홈런을 때려냈다.

#### 2008년
그 해에는 개막 후 1군 무대에서 뛸 수는 없었다. 5월 20일에 1군으로 등록되면서 4할의 타율을 기록했지만 그 이후에는 부진으로 침체를 겪는 등 불과 13경기 출전에만 그쳐 7월 11일에 다시 2군으로 강등되었다. 9월 12일에 다시 1군으로 재등록되어 다음날인 9월 13일에는 3루수로서의 선발 출전을 완수했다.

#### 2009년
개막 직후 1군에서의 출전하는 것을 시작하면서 이후 정규 시즌을 통해 거의 1군에서 머물러 개인 최다인 94경기에 출전해 규정 타석은 채우지 않았지만 타율이 2할 7푼 7리를 기록하면서 안정된 성적을 남겼다. 그러나 좌완 투수와 상대하면서 타율은 2할 4푼 2리, 득점권 타율은 2할 1푼 3리라는 저조한 성적을 기록하는 등 과제를 남긴 채 시즌을 마감했다.

#### 2010년
전년도와 마찬가지로 개막 직후 1군에서 시작해 개막전에서는 7번, 우익수로서 선발 출장했다. 이후의 경기에서도 순조롭게 안타를 기록하여 기대 이상의 성적을 남겨 전반기에서는 개인 최다 안타 기록을 경신했다. 부상으로 결장한 구리하라의 대체 선수로서 올스타전에 처음으로 출전하는 기록을 세웠다.

## 출신 학교
- 오이타 현립 사이키카쿠조 고등학교
- 호세이 대학

## 선수 경력
프로팀 경력
- 히로시마 도요 카프(2001년 ~ 2016년)

지도자 및 기타 경력
- 주고쿠 방송 야구해설자(2017년)
- 히로시마 도요 카프 1군 외야 주루 코치(2018년 ~ 2021년)
- 히로시마 도요 카프 2군 타격 코치(2022년 ~ )

국가 대표 경력
- 시드니 올림픽 일본 국가대표팀(2000년)

## 수상·타이틀 경력
- 골든 글러브상 : 1회(2010년)
- JA전농 Go·Go상 ‘강한 어깨상’(2010년 9월)

## 개인 기록

### 첫 기록
- 첫 출장 : 2001년 3월 31일, 대 주니치 드래건스 2차전(나고야 돔)
- 첫 선발 출장 : 2001년 4월 8일, 대 요미우리 자이언츠 3차전(히로시마 시민 구장)
- 첫 안타 : 상동.
- 첫 타점 : 2001년 5월 20일, 대 주니치 드래건스 8차전(사가 현립 신린 공원 야구장)
- 첫 홈런 : 2001년 5월 22일, 대 요코하마 베이스타스 6차전(히로시마 시민 구장)
- 첫 도루 : 2002년 7월 18일, 대 한신 타이거스 15차전(한신 고시엔 구장)

### 기타
- 올스타전 출장 : 1회(2010년)

## 등번호
- 26(2001년 ~ 2016년)
- 75(2018년 ~ )

## 통산 성적

### 연도별 타격 성적
| 연도      | 소속      | 경 기 | 타 석 | 타 수 | 득 점 | 안 타 | 2 루 타 | 3 루 타 | 홈 런 | 루 타 | 타 점 | 도 루 | 도루 실패 | 희생 번트 | 희생 플라이 | 볼 넷 | 고의 사구 | 死 구 | 삼 진 | 병 살 타 | 타 율 | 출 루 율 | 장 타 율 | O P S |
| --------- | --------- | ----- | ----- | ----- | ----- | ----- | ------- | ------- | ----- | ----- | ----- | ----- | --------- | --------- | ----------- | ----- | --------- | ----- | ----- | -------- | ----- | -------- | -------- | ----- |
| 2001년    | 히로시마  | 80    | 120   | 105   | 15    | 30    | 5       | 0       | 1     | 38    | 5     | 0     | 1         | 0         | 2           | 7     | 1         | 6     | 27    | 2        | .286  | .358     | .362     | .720  |
| 2002년    | 히로시마  | 39    | 43    | 35    | 3     | 10    | 1       | 0       | 0     | 11    | 2     | 1     | 0         | 5         | 0           | 2     | 0         | 1     | 6     | 1        | .286  | .342     | .314     | .656  |
| 2003년    | 히로시마  | 52    | 53    | 50    | 4     | 12    | 3       | 0       | 2     | 21    | 7     | 0     | 0         | 0         | 0           | 1     | 0         | 2     | 11    | 1        | .240  | .283     | .420     | .703  |
| 2004년    | 히로시마  | 10    | 16    | 13    | 0     | 1     | 0       | 0       | 0     | 1     | 0     | 0     | 0         | 1         | 0           | 1     | 0         | 1     | 3     | 0        | .077  | .200     | .077     | .277  |
| 2005년    | 히로시마  | 43    | 43    | 39    | 4     | 12    | 2       | 0       | 0     | 14    | 2     | 0     | 1         | 0         | 1           | 2     | 0         | 1     | 14    | 1        | .308  | .349     | .359     | .708  |
| 2006년    | 히로시마  | 84    | 183   | 162   | 20    | 47    | 6       | 0       | 5     | 68    | 29    | 4     | 0         | 3         | 3           | 10    | 1         | 5     | 30    | 4        | .290  | .344     | .420     | .764  |
| 2007년    | 히로시마  | 83    | 177   | 158   | 21    | 44    | 7       | 0       | 7     | 72    | 15    | 1     | 1         | 4         | 0           | 10    | 0         | 5     | 25    | 5        | .278  | .341     | .456     | .797  |
| 2008년    | 히로시마  | 16    | 30    | 28    | 1     | 3     | 1       | 0       | 0     | 4     | 1     | 0     | 1         | 0         | 0           | 2     | 0         | 0     | 8     | 1        | .107  | .167     | .143     | .310  |
| 2009년    | 히로시마  | 94    | 213   | 195   | 18    | 54    | 9       | 1       | 5     | 80    | 22    | 1     | 3         | 4         | 4           | 7     | 0         | 3     | 32    | 3        | .277  | .306     | .410     | .716  |
| 2010년    | 히로시마  | 135   | 546   | 482   | 65    | 149   | 32      | 3       | 12    | 223   | 57    | 3     | 1         | 3         | 4           | 36    | 3         | 16    | 66    | 9        | .309  | .374     | .463     | .836  |
| 2011년    | 히로시마  | 73    | 276   | 218   | 24    | 59    | 4       | 0       | 2     | 69    | 27    | 2     | 0         | 9         | 6           | 29    | 3         | 14    | 36    | 11       | .271  | .382     | .317     | .699  |
| 2012년    | 102       | 337   | 294   | 25    | 71    | 11    | 1       | 6       | 102   | 33    | 0     | 0     | 7         | 1         | 24          | 2     | 11        | 55    | 3     | .241     | .321  | .347     | .668     |       |
| 2013년    | 106       | 334   | 274   | 41    | 74    | 8     | 1       | 9       | 111   | 39    | 7     | 2     | 4         | 5         | 43          | 1     | 8         | 51    | 6     | .270     | .379  | .405     | .784     |       |
| 2014년    | 60        | 148   | 124   | 11    | 29    | 7     | 0       | 2       | 42    | 14    | 0     | 2     | 2         | 4         | 17          | 0     | 1         | 23    | 6     | .234     | .322  | .339     | .661     |       |
| 2016년    | 1         | 1     | 1     | 0     | 0     | 0     | 0       | 0       | 0     | 0     | 0     | 0     | 0         | 0         | 0           | 0     | 0         | 0     | 0     | .000     | .000  | .000     | .000     |       |
| NPB：15년 | NPB：15년 | 978   | 2520  | 2178  | 252   | 595   | 96      | 6       | 51    | 856   | 253   | 19    | 12        | 47        | 30          | 191   | 11        | 74    | 387   | 53       | .273  | .348     | .393     | .741  |

- 2016년 기준.

### 연도별 수비 성적
| 연도 | 1루  | 1루  | 1루  | 1루  | 1루  | 1루    | 3루  | 3루  | 3루  | 3루  | 3루  | 3루    | 외야 | 외야 | 외야 | 외야 | 외야 | 외야   |
| 연도 | 경기 | 척살 | 보살 | 실책 | 병살 | 수비율 | 경기 | 척살 | 보살 | 실책 | 병살 | 수비율 | 경기 | 척살 | 보살 | 실책 | 병살 | 수비율 |
| ---- | ---- | ---- | ---- | ---- | ---- | ------ | ---- | ---- | ---- | ---- | ---- | ------ | ---- | ---- | ---- | ---- | ---- | ------ |
| 2001 | -    | -    | -    | -    | -    | -      | -    | -    | -    | -    | -    | -      | 68   | 63   | 2    | 0    | 0    | 1.000  |
| 2002 | -    | -    | -    | -    | -    | -      | -    | -    | -    | -    | -    | -      | 32   | 17   | 1    | 0    | 0    | 1.000  |
| 2003 | -    | -    | -    | -    | -    | -      | -    | -    | -    | -    | -    | -      | 48   | 27   | 1    | 1    | 0    | .966   |
| 2004 | -    | -    | -    | -    | -    | -      | -    | -    | -    | -    | -    | -      | 10   | 8    | 0    | 0    | 0    | 1.000  |
| 2005 | -    | -    | -    | -    | -    | -      | -    | -    | -    | -    | -    | -      | 30   | 12   | 0    | 1    | 0    | .923   |
| 2006 | 28   | 164  | 13   | 1    | 15   | .994   | -    | -    | -    | -    | -    | -      | 40   | 38   | 0    | 1    | 0    | .974   |
| 2007 | -    | -    | -    | -    | -    | -      | -    | -    | -    | -    | -    | -      | 69   | 90   | 2    | 1    | 0    | .989   |
| 2008 | -    | -    | -    | -    | -    | -      | 3    | 0    | 2    | 1    | 0    | .667   | 7    | 4    | 2    | 0    | 0    | 1.000  |
| 2009 | -    | -    | -    | -    | -    | -      | -    | -    | -    | -    | -    | -      | 77   | 94   | 4    | 2    | 2    | .980   |
| 2010 | 2    | 5    | 0    | 0    | 0    | 1.000  | -    | -    | -    | -    | -    | -      | 129  | 274  | 10   | 2    | 3    | .993   |
| 2011 | -    | -    | -    | -    | -    | -      | -    | -    | -    | -    | -    | -      | 69   | 130  | 6    | 1    | 1    | .993   |
| 2012 | -    | -    | -    | -    | -    | -      | -    | -    | -    | -    | -    | -      | 91   | 129  | 1    | 1    | 1    | .992   |
| 2013 | -    | -    | -    | -    | -    | -      | -    | -    | -    | -    | -    | -      | 92   | 120  | 5    | 1    | 2    | .992   |
| 2014 | -    | -    | -    | -    | -    | -      | -    | -    | -    | -    | -    | -      | 38   | 44   | 0    | 1    | 0    | .978   |
| 2016 | -    | -    | -    | -    | -    | -      | -    | -    | -    | -    | -    | -      | 1    | 0    | 0    | 0    | 0    | .---   |
| 통산 | 30   | 169  | 13   | 1    | 15   | .995   | 3    | 0    | 2    | 1    | 0    | .667   | 801  | 1050 | 34   | 12   | 9    | .989   |

- 2016년 기준, 굵은 글씨는 시즌 최고 성적.